# Thomas Stafford Williams
Thomas Stafford Williams (Wellington, 20 de marzo de 1930-Waikanae, 22 de diciembre de 2023) fue un misionero, arzobispo y cardenal católico neozelandés. Fue arzobispo de Wellington, de 1979 a 2005 y ordinario militar de Nueva Zelanda, de 1995 a 2005.

## Biografía
Thomas Stafford nació el 20 de marzo de 1930, en la ciudad de Wellington, en el entonces Dominio de Nueva Zelanda.
Realizó su formación primaria en Holy Cross Primary School, Seatoun y en SS Peter and Paul School, Lower Hutt. Realizó su formación secundaria en el St Patrick's College, Kilbirnie, Wellington y en St Kevin's College, Oamaru.
Estudió en la Facultad de Comercio, de la Universidad Victoria en Wellington, donde obtuvo la licenciatura en la materia. Trabajó durante algunos años como contador. Durante sus estudios, estuvo profundamente involucrado en el Catholic Youth Movement (Movimiento Juvenil Católico, YCW) y durante un período trabajó a tiempo completo para el movimiento.
En 1954, comenzó sus estudios de formación para el sacerdocio en el seminario Holy Cross College, Mosgiel, Dunedin. En 1956 fue enviado a la Pontificia Universidad Urbaniana de Propaganda Fide, en Roma, donde obtuvo una licenciatura en teología. 
En la University College Dublin, de 1961 a 1962, obtuvo la licenciatura en ciencias sociales.

### Sacerdocio
Su ordenación sacerdotal fue el 20 de diciembre de 1959, a manos del cardenal Gregorio Pedro XV Agagianian.
Como sacerdote desempeñó los siguientes ministerios:
- Párroco de St. Patrick's en Palmerston North (1963-1965).
- Director Centro de Investigación Católica en Wellington (1966-1970).
- Misionero en Samoa Occidental; construyó el Colegio Pablo VI, en Leulumoega (1971-1975).
- Párroco de Holy Family Parish, Porurua (1976-1979).

### Episcopado
El 30 de octubre de 1979, el papa Juan Pablo II lo nombró arzobispo de Wellington. Fue consagrado el 20 de diciembre del mismo año, en la Iglesia de Santa María de los Ángeles de Wellington; a manos del obispo Owen Snedden; mismo día de su vigésimo aniversario de ordenación sacerdotal. Tomó posesión de la archidiócesis durante una ceremonia posterior celebrada en la Catedral de Wellington. Como lema episcopal, eligió Unity in Christ, que traducido significa "Unidad en Cristo".
- Presidente de la Conferencia de Obispos Católicos de Nueva Zelanda (1980-1988).
- Presidente fundador de la Federación de las Conferencias Episcopales de Oceanía (1990-1998).
- Moderador del Tribunal Nacional de la Iglesia Católica en Nueva Zelanda.
- Diputado Episcopal por: comité de finanzas; capellanía de prisiones; Oficina de Educación Católica de Nueva Zelanda; Centro de Investigación Católica.

El 1 de junio de 1995, el papa Juan Pablo II lo nombró ordinario militar de Nueva Zelanda.
El 21 de marzo de 2005, el papa Juan Pablo II aceptó su renuncia, como arzobispo de Wellington, nombrado a su sucesor al mismo tiempo. El 1 de abril siguiente, el papa también le aceptó la renuncia como ordinario militar militar ordinario, nombrado a su sucesor al mismo tiempo.

### Cardenalato
El 5 de enero de 1983, al final de la audiencia general de los miércoles del papa Juan Pablo II, se hizo público que sería creado cardenal. Fue creado cardenal por el papa Juan Pablo II durante el consistorio del 2 de febrero del mismo año, con el titulus de cardenal presbítero de Jesús Divino Maestro en Pineta Sacchetti; convirtiéndose el tercer neozelandés en ser incorporado al Colegio Cardenalicio. Tomó posesión formal de su Iglesia Titular en una celebración posterior.
- Miembro del Consejo de Cardenales para el Estudio de Problemas Organizativos y Económicos de la Santa Sede.

- Miembro de la Congregación para la Evangelización de los Pueblos.

Fue enviado especial del papa a la celebración del centenario de la evangelización de Islas Cook, Nueva Zelanda, 16 al 18 de diciembre de 1994.
Asistió a la Asamblea Especial para Oceanía del Sínodo de los obispos, Ciudad del Vaticano, 22 de noviembre al 12 de diciembre de 1998; siendo presidente delegado. 
Fue uno del cardenales electores que participó en el Cónclave de 2005 donde fue elegido Benedicto XVI como el nuevo Pontífice.

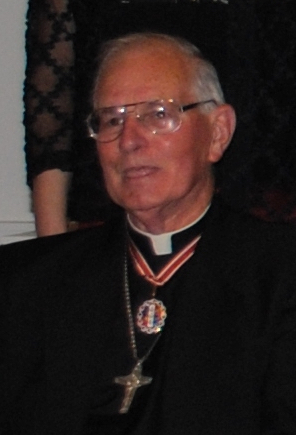
Williams en 2011.

En 2010, cumplió 80 años, con lo cual perdió su participación en cualquier eventual cónclave. Tras la renuncia del papa Benedicto XVI, por su edad no pudo participar en el cónclave de 2013, que finalizó con la elección de Francisco.

### Fallecimiento
Tras su retiro, se trasladó a Waikanae para residir en una aldea de jubilados, donde vivió durante muchos años. Falleció el 22 de diciembre de 2023, a los 93 años de edad.
El funeral tuvo lugar el 28 de diciembre,  la Iglesia de Santa Teresa, en el distrito Karori de Wellington; donde fue sepultado en el cementerio local.

## Campañas morales
Hizo una fuerte campaña contra la aprobación de la ley que permite las uniones civiles en Nueva Zelanda diciendo que convertiría a Nueva Zelanda en un "páramo moral". También hizo campaña contra la expansión de los casinos.

## Condecoraciones
- Miembro ordinario de la Orden de Nueva Zelanda; 5 de junio de 2000.[12]

## Obras seleccionadas
- En sus propias palabras: un homenaje al cardenal Thomas Williams. ISBN 0-86469-476-8